# Blaniulus drahoni
Blaniulus drahoni är en mångfotingart som beskrevs av Giard 1899. Blaniulus drahoni ingår i släktet Blaniulus och familjen pärlbandsfotingar. Inga underarter finns listade i Catalogue of Life.